# 七宝山 (咸鏡北道)

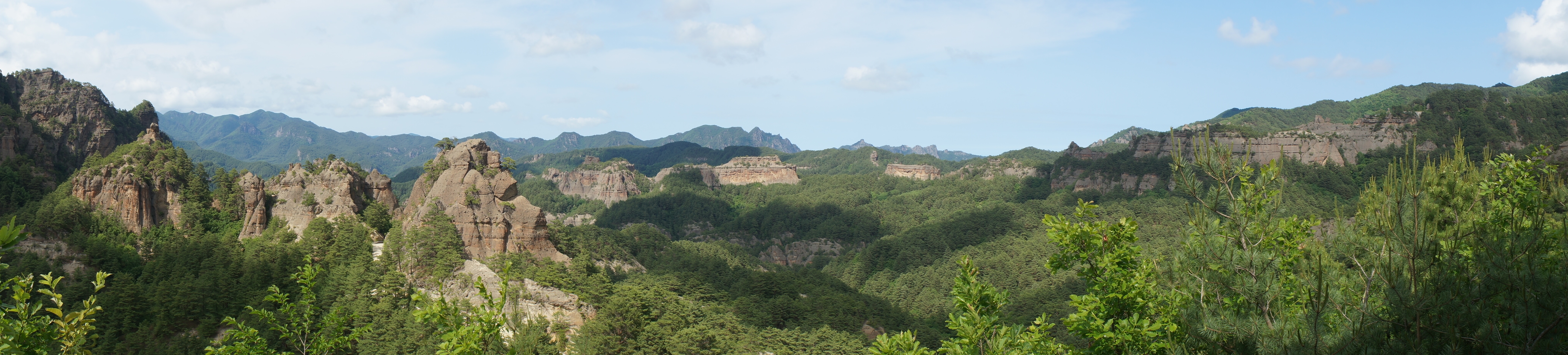
七宝山

七宝山（チルボサン、朝鮮語: 칠보산）は、朝鮮民主主義人民共和国咸鏡北道の明川郡、明澗郡、漁郎郡にまたがる山（山地）で、国立公園にもなっている。

## 概要
七宝山は朝鮮民主主義人民共和国北東部の海岸近くにあり、新第三紀後期から第四紀初期までの断層運動と火山活動により形成した白頭大幹に属する山の1つである。渓谷、滝、そして雪に覆われたときの景色で特に有名である。七宝山は温帯落葉樹林の生態系に属するが、温帯針葉樹林、混交林、低地マツ林も見られる。マツタケの自生地であるほか、絶滅危惧種のエゾエノキ、キハダ、リキュウバイなどの植物とツキノワグマ、クマゲラなどの動物が生息している。国立公園にもなっていて、2014年にはユネスコの世界生物圏保護区にも指定された。
七宝山は、七宝が埋められているという伝説にちなんで名付けられている。全般に内七宝山、外七宝山、海七宝山に分かれており、それぞれの気候は内陸性気候、大陸性気候と海洋性気候で大きく異なる。自然の景色以外には、渤海時代の9世紀に建てられた開心寺がある。

## 参照項目
- 生物圏保護区 (アジア太平洋、2014年)
- 朝鮮民主主義人民共和国の国立公園